# Campo di distorsione della realtà
Campo di distorsione della realtà (RDF – Reality distortion field) è un termine coniato da Bud Tribble alla Apple Computer nel 1981, per descrivere il carisma del cofondatore della compagnia Steve Jobs e i suoi effetti sugli sviluppatori che stavano lavorando al progetto Macintosh. Tribble ha affermato che questo termine è tratto da Star Trek. Più tardi il termine è stato anche usato per riferirsi alla percezione dei suoi discorsi da parte di osservatori e utenti devoti alla Apple computer ed ai suoi prodotti.
Il RDF fu descritto da Andy Hertzfeld come la capacità di Steve Jobs di convincere se stesso e gli altri a credere quasi a tutto con un mix di fascino, carisma, coraggio, iperbole, marketing, fermezza e persistenza. Il RDF è riuscito a distorcere il senso del pubblico della proporzione e dei gradi di difficoltà e fatto credere che ogni compito a portata di mano fosse possibile. Mentre il RDF è stato criticato come anti-realistico, i sostenitori di Jobs hanno illustrato numerosi casi in cui creare il senso che l'apparentemente impossibile fosse possibile ha portato a compiere l'impossibile (a dimostrazione che non era impossibile, dopotutto). Analogamente, l'aria di ottimismo che circondava Jobs ha contribuito alla lealtà dei suoi colleghi e fans.
Il termine è anche usato dai concorrenti di Apple nel criticarla. Sul blog ufficiale del BlackBerry, di Research In Motion, Jim Balsillie ha introdotto il suo articolo con la frase «Per quelli di noi che vivono al di fuori del campo di distorsione di Apple».
Il campo di distorsione della realtà di Jobs è stato parodiato in Dilbert: Dilbert costruisce un emettitore di campo di distorsione della realtà, che viene usato durante il keynote di Dogbert, mentre in precedenza sono stati parodiati i difetti dell'iPhone. Nel terzo capitolo della biografia di Steve Jobs, intitolata Steve Jobs (2011), il biografo Walter Isaacson afferma che nel 1972 circa, mentre Jobs frequentava Reed College, Robert Friedland "...insegnò a Steve il campo di distorsione della realtà...".
Il termine è stato esteso nell'industria per i manager e leader che provano a convincere i loro dipendenti a diventare appassionatamente impegnati nei progetti senza riguardo verso il prodotto finale o verso forze concorrenti nel mercato; ad esempio il carisma di Bill Clinton è stato definito come campo di distorsione della realtà. Il termine è usato anche per prodotti non necessariamente legati a persone carismatiche.